# Matilde Serao

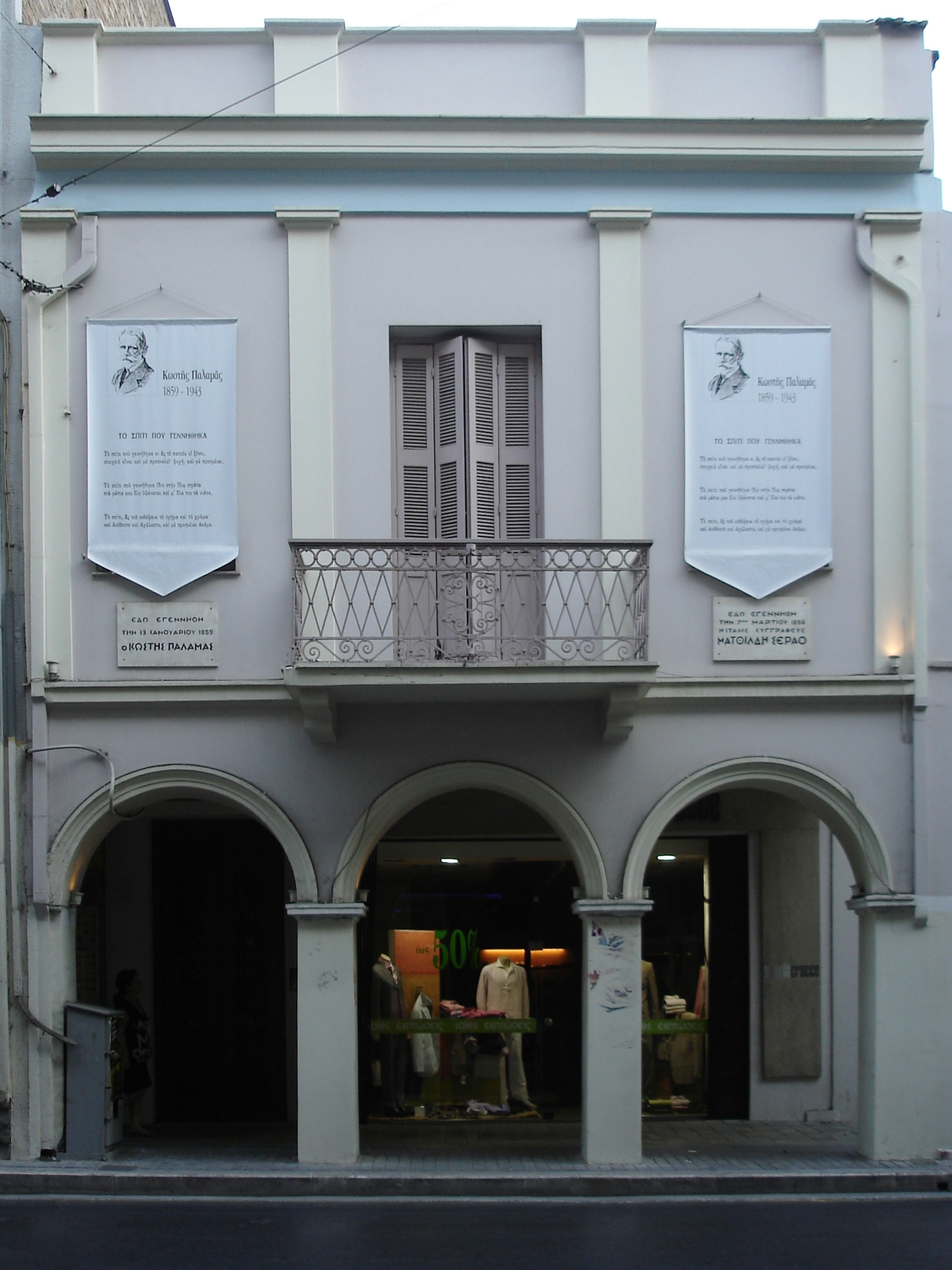
Huset i Patras där Matilde Serao och Kostis Palamas föddes.

Matilde Serao (italienskt uttal: [maˈtilde seˈraːo]), född 7 mars 1856, död 25 juli 1927, var en italiensk journalist och författare född i Grekland. Hon var grundare och redaktör för "Il Mattino" och hon skrev också ett flertal böcker.
Hon var nominerad till Nobelpriset i litteratur fyra gånger (fyra olika år).

## Biografi

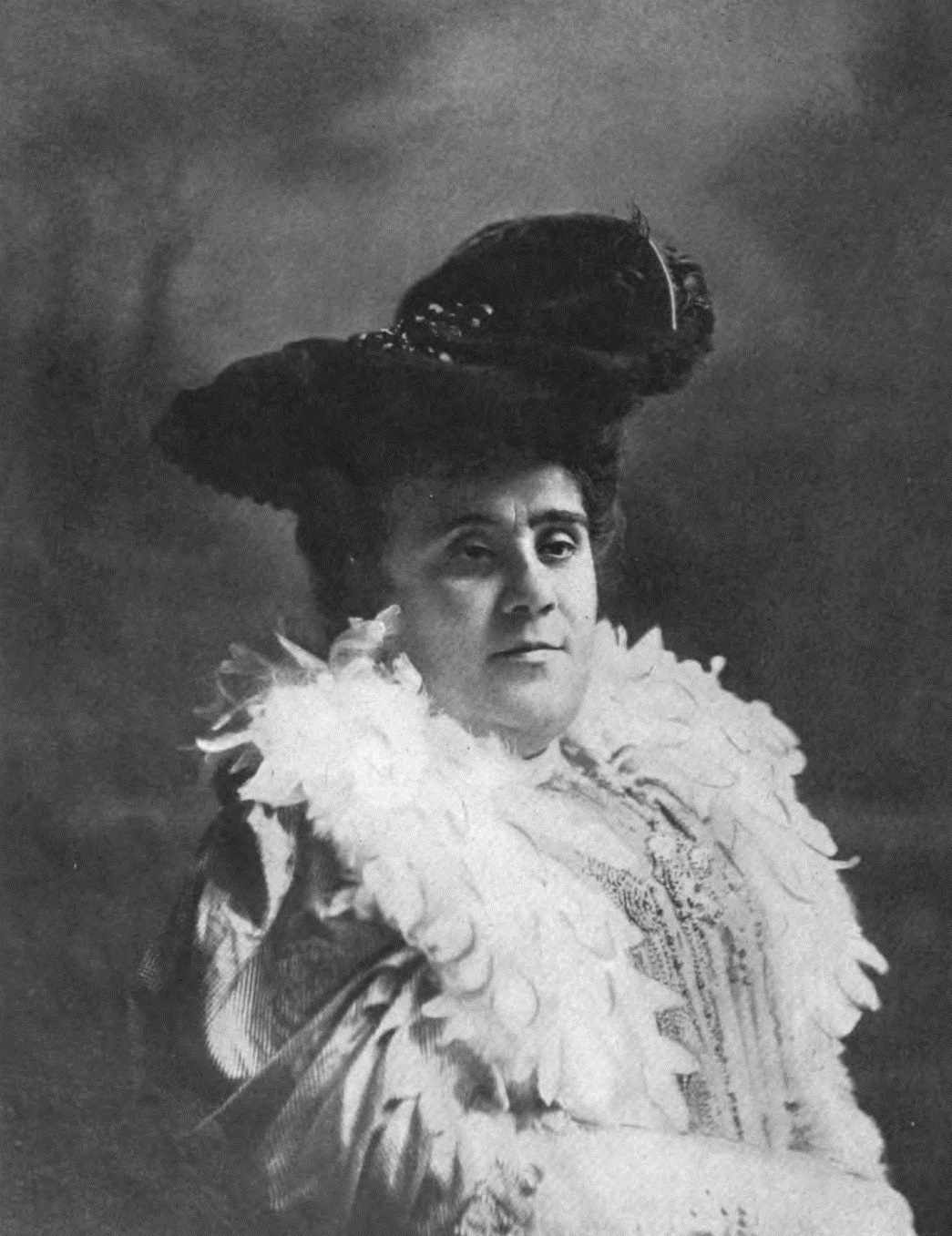
Matilde Serao, av Rossi

Matilde Serao var född i den grekiska staden Patras. Hennes far var italienare, Francesco Serao, och hennes mor grekinna, Paolina Borely. Hennes far emigrerade till Grekland från Neapel, Italien, av politiska skäl.
Serao arbetade till en början som lärarinna i Neapel och beskriver senare dessa år som år av mödosam fattigdom i förordet till en bok med korta berättelser kallad Leggende Napolitane (1881). 
Matilde Serao blev först erkänd efter att en av hennes korta skrifter publicerades i tidningen Il Piccolo av Rocco de Zerbi och senare då hennes första novell Fantasia (1883) publicerades, vilket verkligen etablerade henne som en författare full av känsla och analytisk subtilitet.
Hon tillbringade åren mellan 1880 och 1886 i Rom, där hon publicerade sina nästkommande fem volymer av korta berättelser och noveller. Samtliga handlar om italiensk vardag, speciellt livet i Rom, som kännetecknas av noga observationer och djup av insikt: Cuore infermo (1881), Fior di passione (1883), La conquista di Roma (1885), La Virtù di checchina (1884), och Piccole anime (1883).
Med sin make, Edoardo Scarfoglio, grundade hon Il Corriere di Roma, det första italienska försöket att skapa en dagstidning i likhet med internationella föregångare. Tidningen fick dock ett kort liv och efter dess nedläggning etablerade Serao sig i Neapel där hon blev redaktör för Il Corriere di Napoli.
1892 medgrundade hon tidningen Il Mattino med sin make, det blev den mest betydelsefulla och vida lästa dagstidningen i södra Italien. 1904 etablerade hon och drev sedan sin egen tidning, Il Giorno fram till sin död.
Trots en påfrestande karriär som journalist begränsades inte hennes kreativa aktivitet. Under åren 1890–1902 skrev hon Il paese di cuccagna, Il ventre di Napoli, Addio amore, All'erta sentinella, Castigo, La ballerina, Suor Giovanna della Croce, Paese di Gesù, noveller i vilka människornas karaktärer återges med en känslig makt och en sympatisk anda. De flesta av dessa är översatta till engelska.
Matilde Serao dog 1927 i Neapel.

## Fortsatt läsning
- Gisolfi, Anthony M. (1967). "The Dramatic Element in Matilde Serao's Little Masterpieces," Italica, Vol. 44, No. 4, pp. 433–445.
- Gisolfi, Anthony M. (1968). The Essential Matilde Serao. New York: Las Americas Publishing Company.
- James, Henry (1914). "Matilde Serao." In: Notes on Novelists. New York: Charles Scribner's Sons, pp. 294–313.
- Kennard, Joseph Spencer (1906). "Matilde Serao." In: Italian Romance Writers. New York: Brentano's, pp. 273–301.
- Russo, Teresa G. (1997). "Matilde Serao: A True Verista for the Female Character," International Social Science Review, Vol. 72, No. 3/4, pp. 122–135.